# Everyday Is a Winding Road
Singles de Sheryl Crow
If It Makes You Happy (1996) Hard to Make a Stand (1997)
Clip vidéo
(en) [vidéo] « Everyday Is a Winding Road (officiel) (réalisation : Peggy Sirota) », sur YouTube
Pistes de Sheryl Crow
Hard to Make a Stand
(7) Love Is a Good Thing
(9)
Everyday Is a Winding Road est le deuxième single de l'album Sheryl Crow, de la chanteuse et compositrice américaine éponyme, paru en 1996. Le titre apparaît à la huitième piste de l'album.

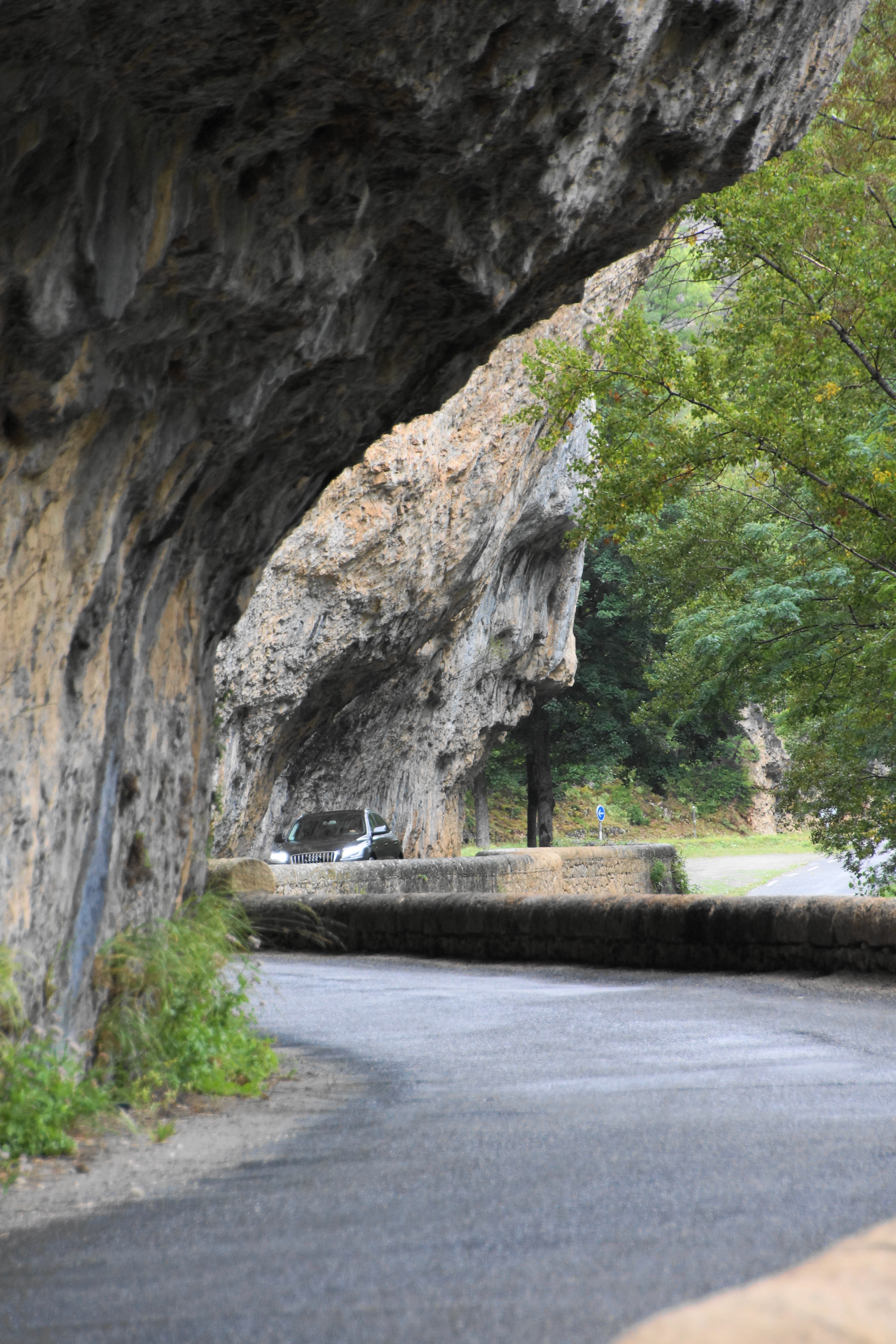
Une route sinueuse en France

Neil Finn, chanteur et fondateur du groupe Crowded House, assure les chœurs. Paul Hester, un autre membre de Crowded House, a inspiré la chanson. La chanson sort au Royaume-Uni en novembre 1996 et aux États-Unis l'année suivante.
Le single reçoit un bon accueil sur les ondes radiophoniques et culmine en 11e position du Billboard Hot 100 américain. Il atteint également la 12e place du UK Singles Chart et devient le quatrième single numéro un de Sheryl Crow au Canada.
La chanson reçoit une nomination pour le disque de l'année aux Grammy Awards de 1998 mais s'incline face à « Sunny Came Home » de Shawn Colvin.

## Linguistique du titre
Everyday Is a Winding Road prononcé en anglo-américain : ['ev(ə)ɹiˌdeɪ ɪz ə 'waɪndɪŋ ɹoʊd] peut se traduire, de manière sourcière, par chaque jour est une route sinueuse dans le sens que le quotidien réserve des surprises, avec des virages à négocier et qu'il n'est pas un long fleuve tranquille.

## Clip musical

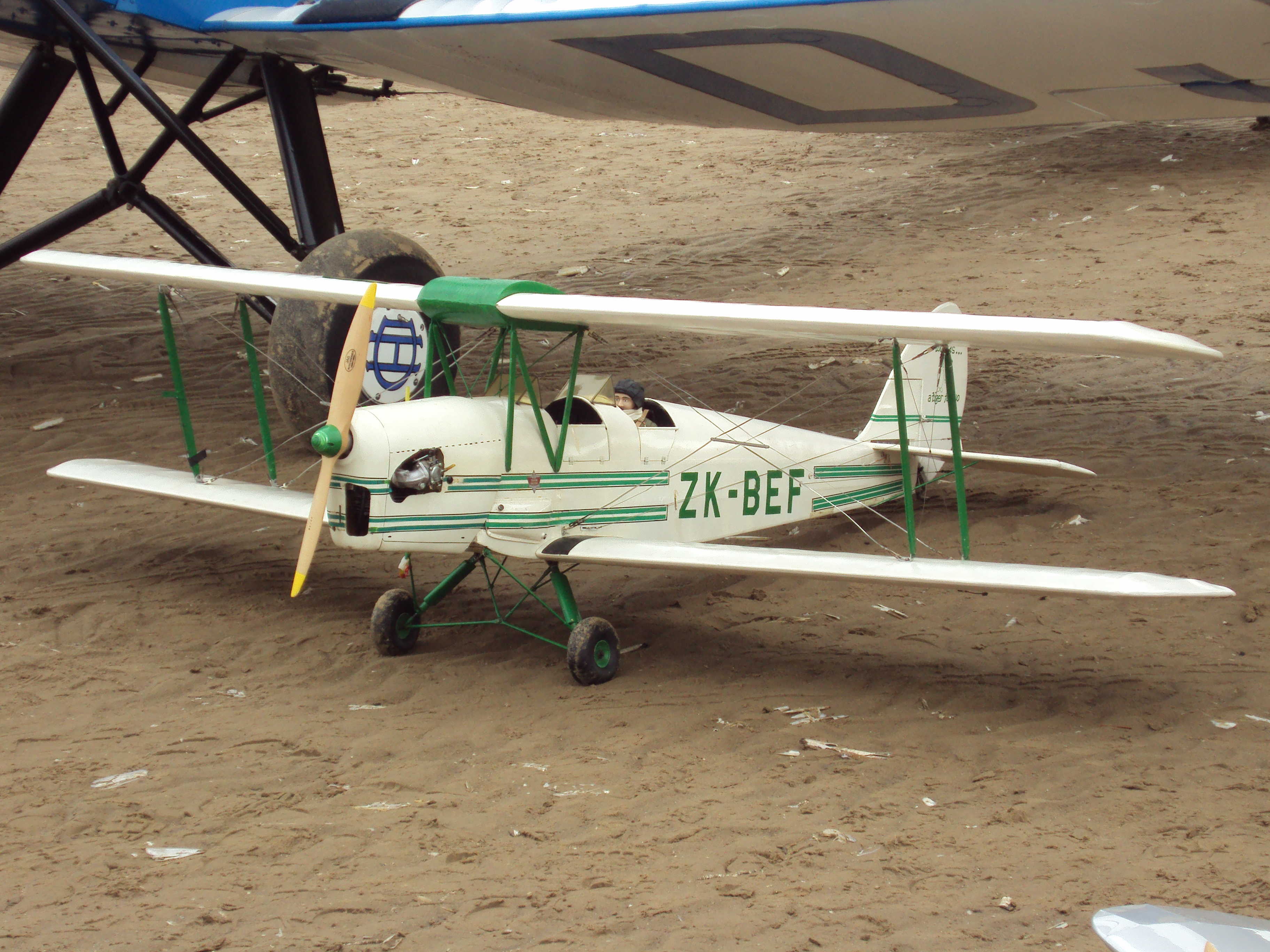
Modèle de maquette

Un clip vidéo pour cette chanson est réalisé par Peggy Sirota et filmé à New York en sépia.
Le clip commence dans un appartement, avec des enfants qui s'y amusent puis on suit Sheryl Crow à l'extérieur jusqu'à un parc à jeux pour enfants, où on la voit s'amuser à une balançoire. Puis la vidéo poursuit son déroulement en mettant peu à peu en scène un fil conducteur avec une séquence de maquette d'avion qui vole d'une personne à l'autre dans toute la ville. Les plans de tournage alternent les vues de dessus et de dessous l'appareil. Les habitants, nez levés, observent l'avion dans sa progression.
L'ambiance sépia est maintenue du début à la fin du clip.

## Le regard des critiques
Greg Kot du Chicago Tribune déclare que la chanson Everyday Is a Winding Road « tape allègrement dans les codes » des Rolling Stones avec leur Sympathy for the Devil,.

## Disponibilités du titre
| Single 45t (7 pouces) US A. Everyday Is a Winding Road (version LP) – 4:16 B. Sad Sad World – 4:05 Single CD US 1. Everyday Is a Winding Road (version LP) – 4:16 2. Sad Sad World – 4:05 3. In Need – 5:53 4. On the Outside (live from Shepherd's Bush Empire) – 7:40 Single CD Europe 1. Everyday Is a Winding Road – 4:16 2. Free Man » – 3:20 3. Run Baby Run (live at Woodstock) – 5:28 4. Ordinary Morning – 3:55 | CD1 Royaume-Uni (avec quatre cartes postales) 1. Everyday Is a Winding Road (version LP) – 4:16 2. Strong Enough (version LP) – 3:10 3. Can't Cry Anymore (version LP) – 3:41 4. What I Can Do for You (version LP) – 4:15 CD2 Royaume-Uni 1. Everyday Is a Winding Road (version LP) – 4:16 2. If It Makes You Happy (Live BBC Simon Mayo Session) – 5:06 3. All I Wanna Do (Live BBC Simon Mayo Session) – 4:30 4. Run Baby Run (Live BBC Simon Mayo Session) – 5:53 |

## Crédits et collaborateurs
Les crédits sont extraits des notes de pochette du CD1 britannique et du livret de l'album Sheryl Crow.
Studios
- Enregistré aux Kingsway Studios (Nouvelle-Orléans, en Louisiane, USA)
- Masterisé à Gateway Mastering (Portland, dans le Maine, USA)

Équipe
| - Sheryl Crow – écriture, basse, orgue Hammond, Harmonium, production - Jeff Trott – écriture, guitares - Brian MacLeod – écriture, loop - Neil Finn – chœurs - Steve Donnelly – guitares | - Mitchell Froom – accompagnement Harmonium - Michael Urbano – batterie - Trina Shoemaker – enregistrement - Tchad Blake – mixage - Bob Ludwig – mastering |

## Reprises
La chanson a été reprise par Prince sur son album de 1999, Rave Un2 the Joy Fantastic. De plus, Prince a fait une apparition à l'étape de Toronto de la tournée du festival Lilith Fair de 1999 pour interpréter la chanson aux côtés de Sheryl Crow.

## Clins d’œil et influences

### Dans la publicité
En 2006, la constructeur automobile japonais Subaru lance aux États-Unis une campagne de publicités télévisuelles pour ses véhicules, en reprenant le refrain de Everyday Is a Winding Road, créé par l'agence Grey. « Sheryl Crow hésite dans un premier temps à laisser Subaru utiliser sa chanson pour une campagne de publicités, puis après avoir vu Sting en faire pour une voiture de sport et Bob Dylan pour de la lingerie, elle s'est dit "okay(...). »

### Au cinéma
La chanson apparaît dans les films Erin Brockovich, seule contre tous et Phénomène. Cependant, Phénomène est sorti quatre mois avant la sortie de la chanson et comprenait une édition spéciale de celle-ci.

### À la télévision
Everyday Is a Winding Road apparaît dans
- Alerte Cobra : dans deux épisodes - Vertrauenssache / Double jeu (S20É146 - 2006) et - Tag der Finsternis / Le Dernier de la classe (S27É207 - 2010)[13]
- Cesko hledá SuperStar : dans un épisode de cette série slovaque Tretí semifinále (2004)[13]
- Stars in Their Eyes : dans un épisode #9.4[13]
- The Marty Stuart Show : dans une édition Sheryl Crow (2013)[13]
- Coronation Street : dans un épisode Episode #1.8695 (2015)[13]
- Lorraine : dans un épisode Episode dated 24 June 2019 (2019)[13]
- Morning Joe : dans une édition  03-19-2021 (2021)[13]